# بمب‌گذاری‌های دسامبر ۲۰۱۳ ولگوگراد
بمب‌گذاری‌های دسامبر ۲۰۱۳ ولگوگراد (انگلیسی: December 2013 Volgograd bombings) مجموعاً دو بمب‌گذاری انتحاری با اختلاف یک روز از هم، در شهر ولگوگراد که در کنار رود ولگا و در استان ولگوگراد در جنوب غربی روسیه قرار دارد صورت گرفت. هدف ایجاد اختلال در سیستم حمل و نقل جنوب غربی روسیه بود. در مجموع ۳۴ کشته داشت که دو نفر از مظنونین احتمالی هم جزو کشته شدگان بودند. این حمله درست مشابه روزی واقع شد که ۲ ماه قبل از آن یک اتوبوس بمب‌گذاری شده در ولگوگراد منفجر شده بود.

## بمب‌گذاری ۲۹ دسامبر در ایستگاه قطار ولگوگراد
در بمب‌گذاری انتحاری که در ایستگاه ولگوگراد در منطقه جنوب غربی روسیه صورت گرفت. ۱۸ نفر کشته و ۴۴ تن زخمی شدند واز این تعداد ۳۸ نفر در بیمارستان بستری شدند. این حمله حدود ساعت ۱۲:۴۵ به وقت مسکو، در نقطه حفاظ فلزی ورودی ایستگاه صورت گرفت. بمب استفاده شده حاوی ۱۰ کیلوگرم تی ان تی بود. فیلمبرداری از این انفجار توسط دو دوربین دوربین مدار بسته داخل و بیرون ایستگاه ضبط شده‌است.

## بمب‌گذاری ۳۰ دسامبر در اتوبوس برقی
دومین حمله انتحاری در صبح روز ۳۰ دسامبر حدود ساعت ۸:۳۰ به وقت مسکو در منطقه ژیرژینسکی شهر ولگوگراد رخ داد. این بمب‌گذاری هدفش روی اتوبوس برقی شماره ۱۲۳۳ مسیر ۱۵A بود که یک خط واحد حومه را به مرکز شهر ولگاگراد وصل می‌کرد، اتوبوس هنگامیکه در حال عبور از بازار شهر بود. به گفته شاهدان عینی انفجار درپشت اتوبوس صورت گرفت. این حمله ۱۶ نفر را کشت و ۴۱ نفر زخمی شدند که ۲۷ نفر به بیمارستان منتقل شدند. باقی مانده جسد بمب‌گذار برای آزمایش ژنتیکی و تحقیقات ارسال شد.

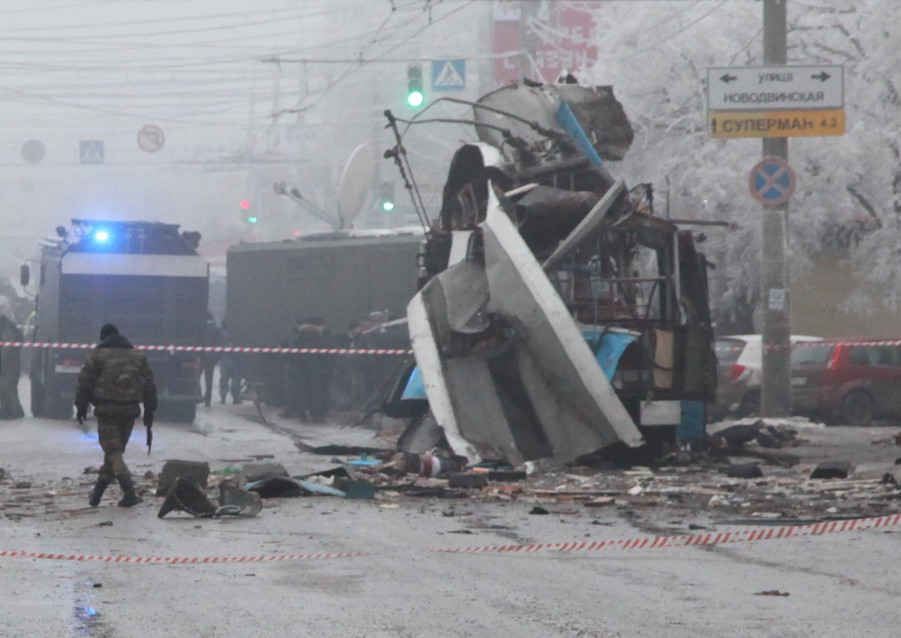
اقدامات اورژانس یک ساعت بعد از انفجار
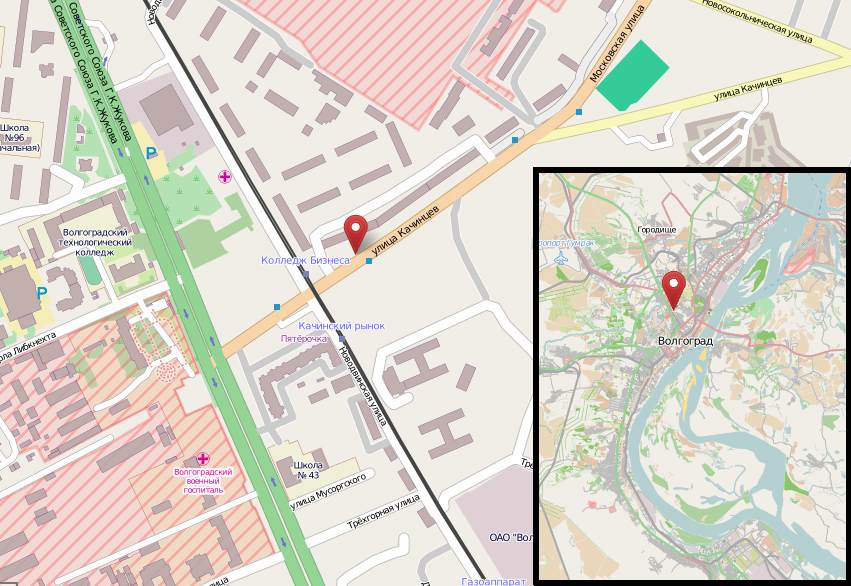
محل انفجار اتوبوس برقی در نقشه
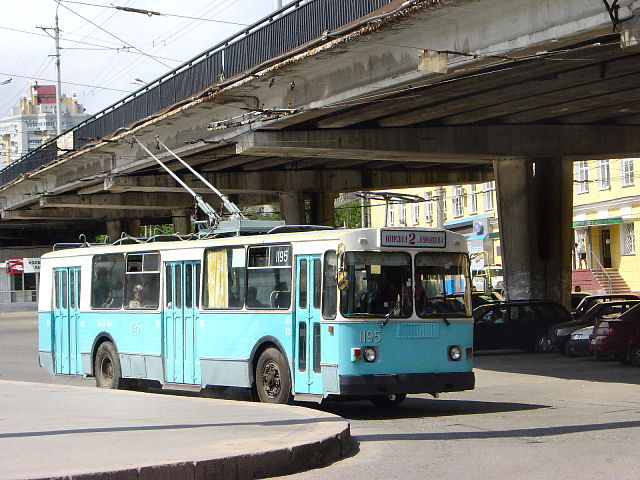
اتوبوس برقی خط زد آی یو-۹

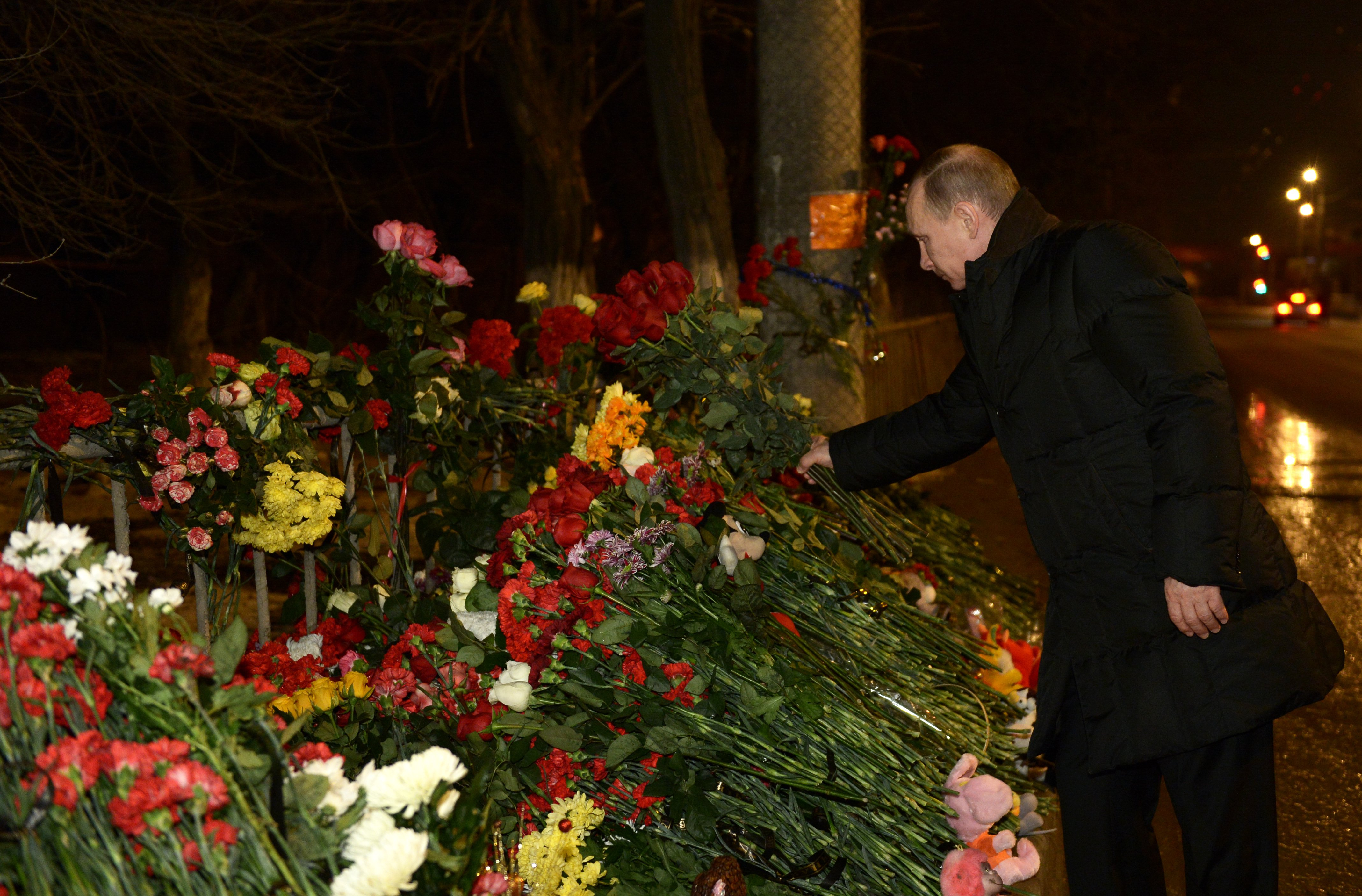
پوتین در ولگوگراد، ۱ ژانویه۲۰۱۴

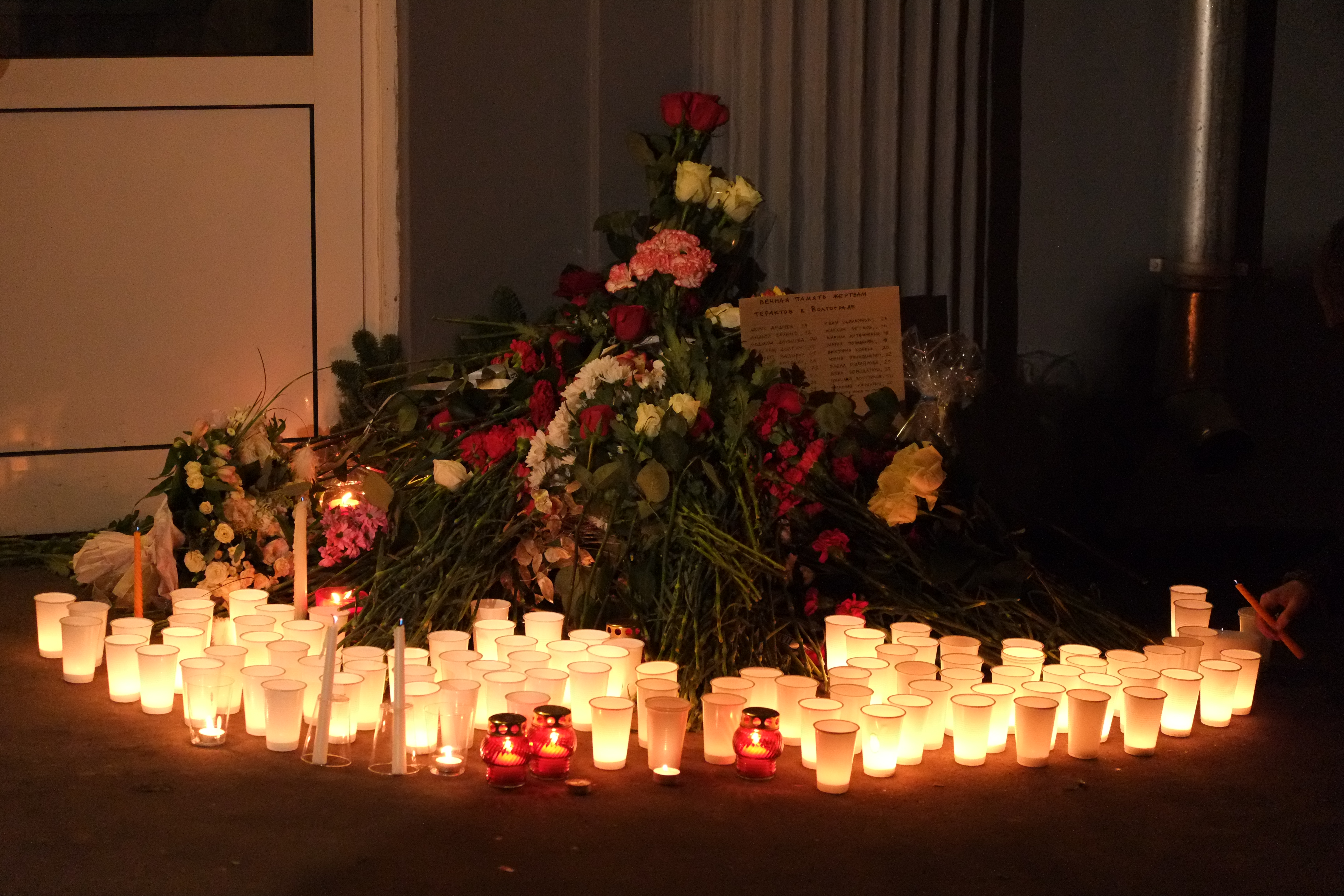
شمع و گلهایی که اهالی منطقه ولگوگراد در گرامیداشت قربانیان گذاشته‌اند